# العزيزية (الفيوم)
قرية العزيزية هي إحدى القرى التابعة لمركز طامية في محافظة الفيوم في جمهورية مصر العربية. حسب إحصاءات سنة 2006، بلغ إجمالي السكان في العزيزية 12542 نسمة، منهم 6650 رجل و5892 امرأة.

## تاريخ القرية
حتى سنة 1908م، كانت العزيزية من أراضي ناحية الرويبات ثم انفصلت عنها إداريًا في تلك السنة، وفي سنة 1936م صدر قرار بفصلها بزمام خاص من أراضى ناحية الرويبات، لتصبح ناحية إدارية قائمة بذاتها إداريًا وماليًا تتبع مركز سنورس. ووفق التقسيم الحالي لقرى محافظة الفيوم، تتبع العزيزية الآن مركز طامية.